# Ito ang lalake (film 1964)
Ito ang lalake è un film del 1964 diretto e sceneggiato da Armando Garces, con protagonisti Jess Lapid e Divina Valencia.
Tra i film western che lanciarono la carriera di Jess Lapid, è uno dei lungometraggi incentrati sul giustiziere mascherato Zigomar, a sua volta ispirato al personaggio di Zorro. Nel 1982 uscì un remake diretto da Jerry O. Tirazona e con protagonista il figlio di Lapid, Jess Jr., anch'esso intitolato Ito ang lalake.

## Distribuzione
Il film è stato distribuito nel circuito cinematografico filippino il 19 maggio 1964.